# 议会豁免权
议会豁免权，又称立法豁免权，是一种法律制度。在这种制度下，议会议员在履行其官方职责的过程中，享有完全的法律豁免权，免于民事起訴和刑事起訴。
议会豁免权的支持者认为，该制度对于制约司法机关滥用权力、维护司法问责制以及促进民主制度的健康发展是必要的。